# Robert F. Bales
Pour les articles homonymes, voir Bales.
 (janvier 2010).
Si vous disposez d'ouvrages ou d'articles de référence ou si vous connaissez des sites web de qualité traitant du thème abordé ici, merci de compléter l'article en donnant les références utiles à sa vérifiabilité et en les liant à la section « Notes et références ».
Robert F. Bales, né le 9 mars 1916 et mort le 16 juin 2004, est un psychosociologue américain, inventeur de la grille de Bales.
Il est connu pour avoir étudié l'interaction fonctionnelle au sein des groupes restreints. Son étude, qui semble être  la plus complète sur le sujet, s'est déroulée pendant 10 ans et a été publiée en 1951. De celle-ci il a tiré une grille, dite grille de Bales, qui permet d'étudier certains  phénomènes dans l'évolution d'un groupe restreint de discussion. Il a poursuivi l'étude des interactions interpersonnelles  et a développé la méthodologie d'observation systématique des groupes, publiée en 1979 et complétée par les ouvrages publiés en 1988 et en 2001.